# Tremor Christ
«Tremor Christ» es una canción del grupo de rock Pearl Jam que aparece en su tercer álbum Vitalogy. La canción fue grabada en Nueva Orleans durante la última parte de la gira promocional del álbum Vs. El ritmo de la canción recuerda en varias partes a los ritmos usados muchas canciones de The Beatles. "Tremor Christ" fue presentada en concierto por primera vez en el concierto del grupo ofrecido el 30 de noviembre de 1993 en Las Vegas, Nevada.
"Tremor Christ" además apareció como lado B del sencillo "Spin the Black Circle", alcanzando inclusive el lugar 18 en la lista Billboard Hot 100. A pesar de esto, debido a los métodos de conteo de la lista Hot 100, la elevada posición que alcanzó la canción refleja las ventas que tuvo el sencillo, ya que este fue lanzado antes de la versión en CD del álbum Vitalogy, además de las impresionantes ventas que tuvo dicho disco durante su semana de lanzamiento. En parte esto provocó que fuera excluida de su álbum de grandes éxitos, Rearviewmirror: Greatest Hits 1991-2003, mientras que canciones como "Nothingman" (la cual jamás apareció en listas pero es mucho más conocida), fueron incluidas.

## Posiciones en listas
Toda la información está tomada de varias fuentes.
| Año  | Lista                                         | Posición |
| ---- | --------------------------------------------- | -------- |
| 1994 | The Billboard Hot 100 (Estados Unidos)        | 18       |
| 1994 | Canciones de Rock Mainstream (Estados Unidos) | 16       |
| 1994 | Canciones de Rock Moderno (Estados Unidos)    | 16       |